# Долан
Дола́н (каз. Долан) — село у складі Карасайського району Алматинської області Казахстану. Входить до складу Райимбецького сільського округу.
У радянські часи село називалось Восход.
Населення — 2039 осіб (2021; 1571 у 2009, 748 у 1999, 592 у 1989).